# Vidracco
Vidracco (piemonti nyelven Vidré)  egy olasz község a Piemont régióban, Torino megyében.

## Földrajza
A Chiusella-völgyben fekszik. Területének egy része a Monti Pelati és Torre Cives természetvédelmi területhez tartozik.